# Anđelo Šetka

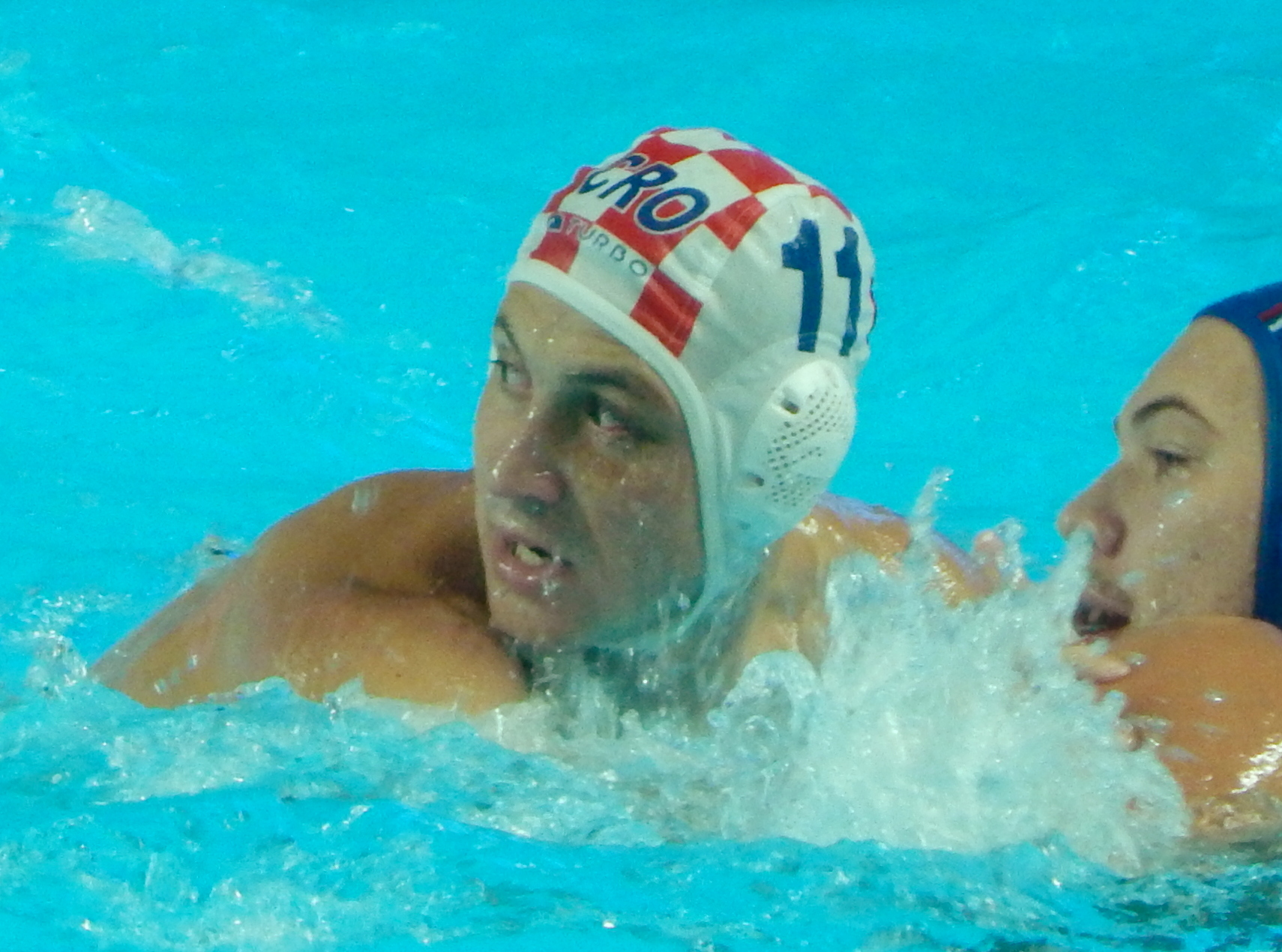
Anđelo Šetka im Endspiel der Weltmeisterschaft 2015

Anđelo Šetka (* 14. September 1985 in Split) ist ein ehemaliger kroatischer Wasserballspieler. Er war mit der kroatischen Nationalmannschaft Olympiazweiter 2016. Bei Weltmeisterschaften gewann er einmal Gold, einmal Silber und zweimal Bronze. Hinzu kamen einmal Bronze bei Europameisterschaften und einmal Gold bei Mittelmeerspielen.

## Sportliche Karriere
Anđelo Šetka spielte bis 2007 bei VK Jadran Split. Von 2007 bis 2001 war er bei VK Primorac, mit denen er einen Meistertitel in Montenegro gewann. Es folgten fünf Jahre bei VK Primorje Rijeka mit zwei kroatischen Meistertiteln. Nach einem Jahr in Rom war   Šetka dann von 2017 bis 2023 wieder bei VK Jadran und hier gewann er noch einen kroatischen Meistertitel.
Šetkas Karriere als Außenspieler in der Nationalmannschaft begann erst nach dem Olympiasieg 2012, als etliche Olympiasieger ihre Nationalmannschaftskarriere beendeten. 2013 bei der Weltmeisterschaft in Barcelona verloren die Kroaten im Halbfinale mit 10:11 gegen die Ungarn. Das Spiel um Bronze gewannen sie mit 10:8 gegen Italien. Šetka warf insgesamt sechs Tore, davon eins im Halbfinale. Im gleichen Jahr siegte die kroatische Mannschaft auch bei den Mittelmeerspielen in Mersin. 2014 bei der Europameisterschaft in Budapest verloren die Kroaten im Viertelfinale gegen die Italiener und erreichten mit einem Sieg über die griechische Auswahl den fünften Platz. Šetka erzielte sein einziges Tor im Vorrundenspiel gegen die Ungarn. Im Jahr darauf bei der Weltmeisterschaft 2015 in Kasan gewannen die Kroaten im Viertelfinale gegen Montenegro. Das Halbfinalspiel gegen die Griechen konnten die Kroaten erst im Fünfmeterschießen für sich entscheiden. Im Finale unterlagen die Kroaten den Serben mit 4:11. Šetka verwandelte im Halbfinale den letzten Fünfmeter. Im Jahr darauf bei den Olympischen Spielen 2016 in Rio de Janeiro siegten die Kroaten im Viertelfinale über die Brasilianer und im Halbfinale über die Montenegriner. Im Finale spielten wieder die Serben gegen die Kroaten und die Serben gewannen 11:7. Šetka warf im Finale ein Tor.
Bei der Weltmeisterschaft 2017 in Budapest bezwangen die Kroaten im Viertelfinale die Italiener und im Halbfinale die Serben. Mit einem 8:6 gegen die Ungarn gewann die kroatische Auswahl den Titel. Im Jahr darauf bei der Europameisterschaft 2018 in Barcelona verlor die kroatische Mannschaft im Halbfinale gegen die Serben und besiegte im Spiel um den dritten Platz die Italiener. Šetka warf im Turnierverlauf drei Tore. 2019 bei der Weltmeisterschaft in Gwangju besiegten die Kroaten im Viertelfinale die deutsche Mannschaft und verloren im Halbfinale mit 5:6 gegen die Spanier. Das Spiel um Bronze gewannen die Kroaten mit 10:7 gegen die Ungarn.